# Хеддесбах
Хеддесбах (нем. Heddesbach) — община в Германии, в земле Баден-Вюртемберг. 
Подчиняется административному округу Карлсруэ. Входит в состав района Рейн-Неккар.  Население составляет 463 человека (на 31 декабря 2010 года). Занимает площадь 8,21 км².